# Bùi Sỹ Vui
Bùi Sỹ Vui (sinh ngày 30 tháng 12 năm 1948) là một sĩ quan cao cấp của Quân đội nhân dân Việt Nam, hàm Trung tướng, nguyên Phó Chủ nhiệm Ủy ban Kiểm tra Quân ủy Trung ương.

## Tiểu sử
Bùi Sĩ Vui sinh ngày 30 tháng 12 năm 1948 tại thôn Tân Thượng, xã Quảng Tân (cũ, nay là một phần thị trấn Tân Phong), huyện Quảng Xương, tỉnh Thanh Hóa. Thời trẻ, ông học tại trường Trường cấp III Quảng Xương (nay là trường Trường Trung hoc phổ thông Quảng Xương 1). Đây cũng là ngôi trường của nhiều tướng lĩnh quân đội khác như Trung tướng Đỗ Xuân Công, Anh hùng Lao động Nguyễn Đức Lâm, Hoàng Anh Xuân và Nguyễn Thanh Liêm, Thiếu tướng Bùi Sỹ Trinh.
Ông nhập ngũ vào tháng 2 năm 1965, đến tháng 12 năm 1967 thì được kết nạp vào Đảng và trở thành Đảng viên chính thức của Đảng Cộng sản Việt Nam vào tháng 9 năm 1968. Trong giai đoạn 1965 đến 1968 của Chiến tranh Việt Nam, ông từng tham gia chiến đấu ở chiến trường Tây Nguyên, Đông Nam Bộ, Campuchia và mặt trận Tây Nam. Ông còn từng tham gia một số chiến dịch như Plei Me năm 1965, Tết Mậu Thân năm 1968, Chiến dịch Chenla II năm 1971, Nguyễn Huệ năm 1972, Chiến dịch Hồ Chí Minh năm 1975 và chiến dịch giải phóng Phnôm Pênh khỏi Khmer Đỏ vào năm 1979.
Ông từng là Trưởng tiểu ban Tuyên huấn Trung đoàn 3, Sư đoàn 9. Năm 1998, ông được thăng hàm Thiếu tướng. Đến tháng 8 năm 2001, ông được bổ nhiệm làm Phó Chủ nhiệm Ủy ban Kiểm tra Quân ủy Trung ương. Ba năm sau, ông được thăng hàm Trung tướng. Ông về hưu vào năm 2008.
Ngoại trừ là một sĩ quan quân đội, ông còn là một nhà thơ, nhà văn với một số tác phẩm:
- Tiểu đội phó Hoàng Đạo (truyện ngắn, 1970), in trên Tạp chí Văn nghệ giải phóng.
- Bát canh rau sắng (truyện ngắn, 1971), in trên Tờ tin Sư đoàn 9.
- Tình đồng đội (truyện ngắn, 1991), in trong tập "Từ mùa thu ấy", Học viện chính trị - quân sự.
- Khoảng trời thương nhớ (tập thơ, 2008), nhà xuất bản Quân đội nhân dân.

## Lịch sử phong quân hàm
| Năm thụ phong |                                                  | 1998                                            | 2004                                                 |
| ------------- | ------------------------------------------------ | ----------------------------------------------- | ---------------------------------------------------- |
| Quân hàm      | Tập tin:Vietnam People's Army Senior Colonel.jpg | Tập tin:Vietnam People's Army Major General.jpg | Tập tin:Vietnam People's Army Lieutenant General.jpg |
| Cấp bậc       | Đại tá                                           | Thiếu tướng                                     | Trung tướng                                          |